# Якимов Володимир Костянтинович
Володимир Костянтинович Якимов (14 березня 1986) — український шахіст, чемпіон України з шахів 2009 року.
Володимир є майстром спорту України та з 2010 року міжнародним майстром з шахів. Його рейтинг ФІДЕ станом на липень 2019 року — 2407 (2055-те місце серед активних гравців світу, 92-ге серед українців), рейтинг ФШУ значно вищий, за результатами національних турнірів Володимир входить у 40 кращих шахістів країни.

## Шахова кар'єра та досягнення
Навчився грі у шахи у батьків у 5 років, першим його наставником був Валерій Войнаревич (Заслужений тренер України, 1946-1999). З дитинства регулярно грає в українських і міжнародних турнірах, як в індивідуальних, так і в командних змаганнях, принаймні з 2001-го року фіксується його участь у турнірах під егідою ФІДЕ. Зокрема, можна відзначити його перемогу в турнірі-B у польській Свідниці 2000 року, чудовий виступ у товариському матчі між польськими та українськими юніорами в Євпаторії 2001 року (перемоги в обох партіях). В турнірній документації того віку присутня плутанина, зустрічається аж три варіанти написання його прізвища: Iakymov, Iakemov, Jakimov (при однаковому ідентифікаторі ФІДЕ).
2001 року посів третє місце чемпіонату Європи серед юнаків (до 16 р.), набравши однакову кількість очок зі срібним призером, Шахріяром Мамед'яровим.
Влітку 2003 року взяв участь у матчі шести найсильніших шахістів-юніорів України проти шести шахових програм. Згадується, що станом на 2009 рік Володимир Костянтинович п'ять разів перемагав у чемпіонатах Черкащини. В березні того ж року в Молдові брав участь у турнірі шахової гри на шахівниці на 100 клітинок, де отримав приз за кращу партію турніру.
2009 року в Алушті вчетверте брав участь у шаховому чемпіонаті України і доволі сенсаційно виборов золото, перемігши в останньому турі міжнародного гросмейстера з Криму Адама Тухаєва, який до того не поступався у жодній партії першості. Володимир не зазнав жодної поразки, набрав 7 з 9-ти можливих очок разом із чернівчанином Віталієм Лужинським, але став першим за додатковими показниками. Наступного року він був близький до повторення тріумфу, здобувши 7,5 з 9 очок, однак поступився золотом киянину Сергію Павлову за додатковими показниками. Того ж, 2010 року спробував свої сили на чоловічій першості Європи в Рієці, набравши 6,5 очка з 11 посів місце в верхній половині таблиці, зокрема, випередивши українських "збірників" Волокітіна і Моїсеєнка.
Пік міжнародних виступів Якимова припадає на 2009-2011 роки, з того часу періодично бере участь у різного рівня змаганнях в Україні та закордоном, в місцевій пресі доволі багато репортажів присвячених його участі в заходах з популяризації шахів. Має досвід ігор у швидкі та блискавичні шахи. З 2015 року його прізвище регулярно з'являється в турнірах, що проводяться на території Ізраїлю, але без суттєвих успіхів.

## Результати виступів у чемпіонатах України
Володимир Якимов зіграв у п'яти фінальних турнірах чемпіонатів України, набравши загалом 28 очок з 45 можливих (+20-9=16).
| Рік  | Місто       | Турнір                 | + | − | = | Результат | Місце  |
| ---- | ----------- | ---------------------- | - | - | - | --------- | ------ |
| 2002 | Алушта      | 71-й чемпіонат України | 4 | 3 | 2 | 5 з 9     | 30     |
| 2003 | Сімферополь | 72-й чемпіонат України | 3 | 2 | 4 | 5 з 9     | 38     |
| 2007 | Харків      | 76-й чемпіонат України | 2 | 4 | 3 | 3½ з 9    | 23     |
| 2009 | Алушта      | 78-й чемпіонат України | 5 | 0 | 4 | 7 з 9     | Gold   |
| 2010 | Алушта      | 79-й чемпіонат України | 6 | 0 | 3 | 7½ з 9    | Silver |